# Maggie Gray
Maggie Gray é uma diretora de arte inglesa. Como reconhecimento, foi nomeada ao Oscar 2010 na categoria de Melhor Direção de Arte por The Young Victoria.